# Spilosmylus griseofasciatus
Spilosmylus griseofasciatus är en insektsart som beskrevs av Tim R. New 1986. Spilosmylus griseofasciatus ingår i släktet Spilosmylus och familjen vattenrovsländor. Inga underarter finns listade i Catalogue of Life.